# ブルーノ・メデイロス・グラッシ
ブルーノ・グラッシ (Bruno Grassi) ことブルーノ・メデイロス・グラッシ（Bruno Medeiros Grassi, 1987年3月5日 - ）は、ブラジル・サンタカタリーナ州トゥバロン出身のサッカー選手。。ポジションはGK。

## クラブ経歴
SCインテルナシオナウの下部組織出身。ジョアン・ギリェルメと共に2008年1月にCSマリティモに加入。主に第3ゴールキーパーであったので、Bチームでプレーする事もあった。2008年12月7日に行われたSLベンフィカ戦でゴールキーパーのマルコスが18分で退場になったためプリメイラ・リーガ初出場となったが、ホームゲームにも関わらず0-6の惨敗を喫した。2009-10シーズンはポルトガル3部リーグのGDトウリゼンセにレンタルされ、同シーズン末に放出された。
以降はブラジル国内の下位リーグに所属するクラブを転々としたが、2015年4月22日にグレミオFBPAと2年契約を締結。マルセロ・グロエやパウロ・ヴィクトルに次ぐ第3GKとしての立場であり、出場機会は限られた。
2018年シーズンでゴールマウスを守ったのは6試合となり、翌年シーズンよりクリシューマECと契約。10月15日のECヴィトーリア戦で左膝靭帯を部分断裂し、残りのシーズンは欠場となった。2020シーズンよりセントロ・スポルチーヴォ・アラゴアーノに加入することが発表された。

## タイトル
グレミオ
- コパ・ド・ブラジル: 2016
- コパ・リベルタドーレス: 2017
- レコパ・スダメリカーナ: 2018